# Kötegyán
Kötegyán ist eine ungarische Gemeinde im Kreis Sarkad im Komitat Békés.

## Geografische Lage
Kötegyán liegt 30 Kilometer nordöstlich des Komitatssitzes Békéscsaba, 7 Kilometer östlich der Stadt Sarkad und grenzt im Osten und Süden an Rumänien. Durch den südlichen Teil die Gemeinde fließt der Gyepes-Hauptkanal (Gyepes-főcsatorna). Die Nachbargemeinde ist Méhkerék. Jenseits der Grenze liegen die rumänischen Ortschaften Avram Iancu, Ciumeghiu und Salonta.

## Geschichte
Im Jahr 1913 gab es in der damaligen Großgemeinde 518 Häuser und 2951 Einwohner auf einer Fläche von 8064 Katastraljochen. Sie gehörte zu dieser Zeit zum Bezirk Nagyszalonta im Komitat Bihar.

## Gemeindepartnerschaft
- Veľké Ludince, Slowakei

## Söhne und Töchter der Gemeinde
- Imre Fényes (1917–1977), Physiker und Hochschullehrer

## Sehenswürdigkeiten
- Lajos-Kossuth-Büste, erschaffen von Sándor Szőke
- Mihály-Táncsics-Gedenksäule und -Reliefgedenktafel (Táncsics-emlékoszlop und Táncsics Mihály-dombormű), erschaffen von Sándor Szőke
- Ökopark
- Reformierte Kirche, erbaut im 19. Jahrhundert
- Römisch-katholische Kirche Fájdalmas Szűzanya, erbaut 1997
- Weltkriegsdenkmale

## Verkehr
Kötegyán ist nur über die Nebenstraße Nr. 42152 zu erreichen. Über den nördlich der Gemeinde liegenden Bahnhof ist diese angebunden an die Eisenbahnstrecke von Békéscsaba nach Vésztő. Zudem besteht eine Bahnverbindung nach Salonta in Rumänien.

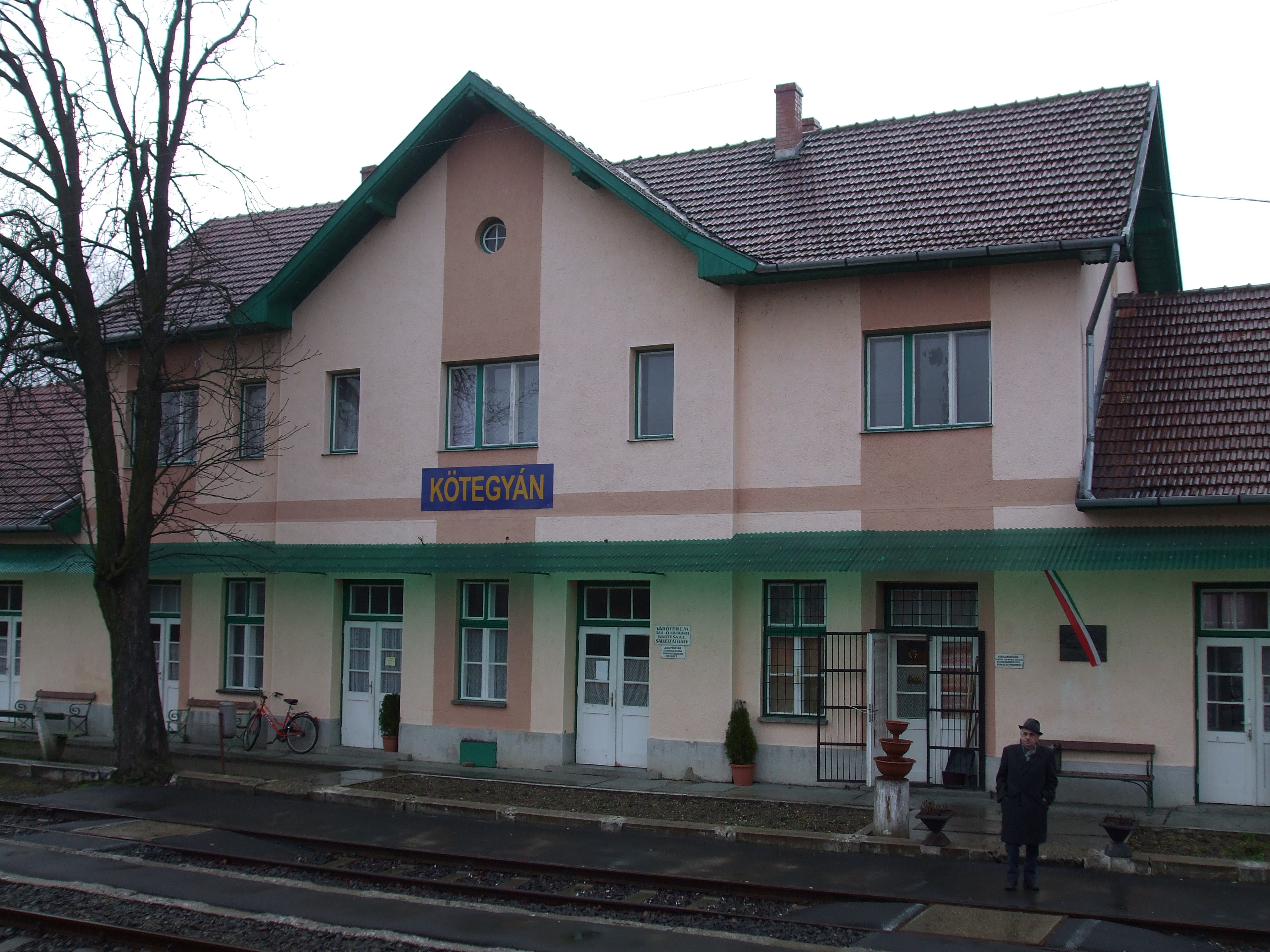
Bahnhofsgebäude
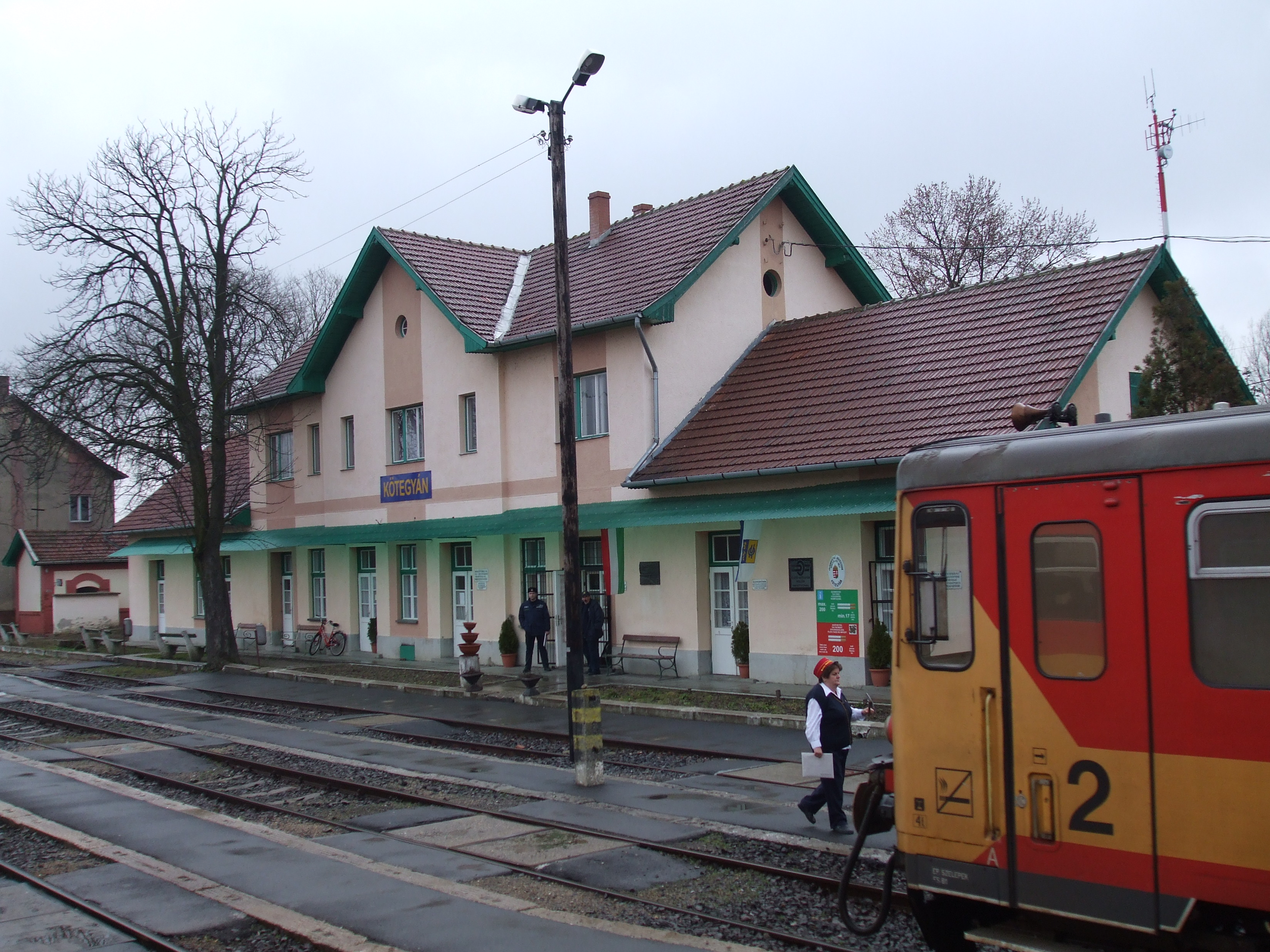
Bahnhof mit Nahverkehrszug